# Porphyrio flavirostris
El calamoncillo celeste (Porphyrio flavirostris), también denominado  polla llanera, polla celeste, pollona celesta, gallereta celeste, gallareta azulada y gallito claro, es una especie de ave gruiforme de la familia Rallidae que vive principalmente en América del Sur.

## Descripción
Su pico y escudo facial son de color amarillo verdoso claro. Las coberteras de las alas son de color azul verdoso mientras que la espalda y la cola son de color pardo. Su cabeza y cuello son grises mientras que su garganta y las partes inferiores son blancas. Sus patas son amarillas.

## Distribución y hábitat
Se encuentra en el norte de Argentina, Bolivia, Brasil, Colombia, Ecuador, la Guayana francesa, Guyana, Paraguay, Perú, Surinam, Trinidad y Tobago, los Estados Unidos y Venezuela.
Su hábitat natural son las zonas pantanosas de agua dulce con vegetación flotante, además de los márgenes de los ríos y los lagos.

## Comportamiento
Su dieta consta de invertebrados, insectos y semillas que recolecta en el agua o entre la vegetación. Suele encaramarse a los juncos para buscar comida entre ellos.
Construye su nido de hojas en forma en forma de cuenco que esconde entre la vegetación del suelo. Sus puestas suelen constar de 4-5 huevos, que son incubados por ambos miembros de la pareja.